# Сироїжка охряно-жовта
Сироїжка охряно-жовта (Russula ochroleuca) — вид грибів роду сироїжка (Russula) з родини сироїжкових — Russulaceae. Сучасну біномінальну назву надано у 1796 році.

## Будова

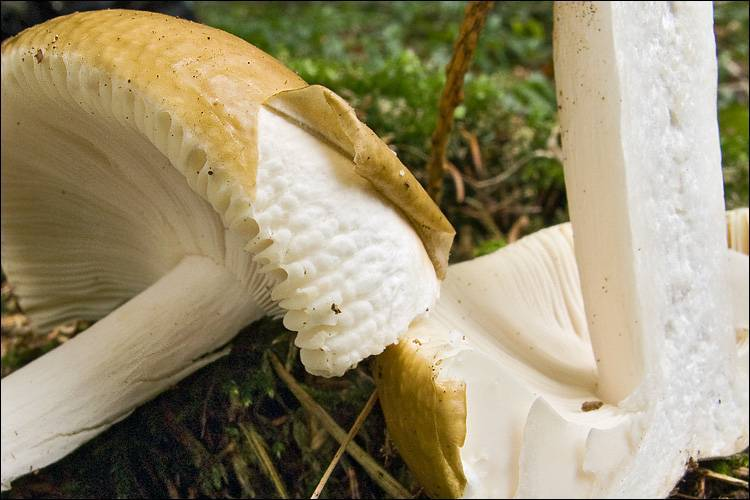
Фотографія елементів шапинки

Золотистого кольору шапинка 8-12 см із заглибленням по центру. Може набувати охряного чи зеленого відтінку. Пластини білі. Ніжка сірувата 7 см. Споровий порошок світло-кремовий.

## Життєвий цикл
Плодові тіла з'являються в серпні-листопаді.

## Поширення та середовище існування
Гриб широко розповсюджений під дубом та буком в Європі. В Україні зростає в Правобережному та Лівобережному Лісостепу, в Карпатах.

## Практичне використання
Їстівний гриб, що може бути гострим чи м'яким на смак.